# Евгени Караманов
Евгени Руменов Караманов е български футболист, вратар на Загорец (Нова Загора).

## Кариера
Израства в школата на ОФК Сливен, като преминава през всички гарнитури на ДЮШ, преди през 2007 година да подпише първи професионален договор с родния клуб. Дебютира с фланелката на ОФК Сливен в „Б“ ПФГ, срещу Черноморец (Бургас), на 29 април 2007 година. През сезон 2007/08 помага на отбора да се класира в А група, изигравайки 18 мача. В следващия сезон обаче е резерва на Здравко Чавдаров. През 2009/10 Караманов отново не успява да се пребори за титулярното място след като под наем от Литекс в Сливен акостира Тодор Тодоров. От 2010 е титулярен вратар на Сливен, а през 2011 е избран и за капитан. Въпреки това, Сливен завършват последни и изпадат. Евгени продължава да играе в родния си отбор и в Б група. В края на 2012 отборът фалира и Караманов преминава в Нефтохимик за заместник на контузения Цветан Димитров.

## Статистика по сезони
| Клуб                | Сезон   | Първенство | Първенство | Купа   | Купа   | Общо   | Общо   |
| Клуб                | Сезон   | Мачове     | Голове     | Мачове | Голове | Мачове | Голове |
| ------------------- | ------- | ---------- | ---------- | ------ | ------ | ------ | ------ |
| Сливен              | 2006–07 | 4          | 0          | 0      | 0      | 4      | 0      |
| Сливен              | 2007–08 | 18         | 0          | 1      | 0      | 19     | 0      |
| Сливен              | 2008–09 | 1          | 0          | 0      | 0      | 1      | 0      |
| Сливен              | 2009–10 | 7          | 0          | 2      | 0      | 8      | 0      |
| Сливен              | 2010–11 | 23         | 0          | 1      | 0      | 24     | 0      |
| Сливен              | 2011–12 | 24         | 0          | 0      | 0      | 24     | 0      |
| Сливен              | 2012–13 | 13         | 0          | 0      | 0      | 13     | 0      |
| Нефтохимик (Бургас) | 2012–13 | 5          | 0          | 0      | 0      | 5      | 0      |
| Нефтохимик (Бургас) | 2013–14 | 10         | 0          | 0      | 0      | 10     | 0      |
| Общо                | Общо    | 104        | 0          | 4      | 0      | 108    | 0      |